# Lunaprogrammet
Lunaprogrammet var ett sovjetiskt rymdprogram med syfte att på olika sätt utforska månen. Programmet pågick mellan 1959 och 1976, Samtliga rymdfärder var obemannade. Många av uppdragen misslyckades, men man gjorde också många framsteg, som att ta de första fotografierna av månens baksida och första lyckade landningen på månen.
På 2000-talet återupptog Ryssland Lunaprogrammet. Luna 25 sköts upp den 10 augusti 2023. 

## Några höjdpunkter
- Luna 2 kraschade på månen och blev därmed det första människoskapade föremålet att nå månen.
- Luna 3 tog de första bilderna av månens baksida.
- Luna 9 blev den första rymdsond att mjuklanda på månen.
- Luna 10 blev den första satelliten runt en annan himlakropp i solsystemet.
- Luna 16 tog markprover på månen och återförde dem till jorden.
- Luna 17 landsatte en rymdsond på hjul på månen.

## Samtliga uppdrag
| Namn                | Uppskjutning      | Mål                         | Resultat   | Notering |
| ------------------- | ----------------- | --------------------------- | ---------- | --- |
| Luna 1958A          | 23 september 1958 | Krascha på månen            | Misslyckad | Uppskjutningen misslyckades |
| Luna 1958B          | 11 oktober 1958   | Krascha på månen            | Misslyckad | Uppskjutningen misslyckades |
| Luna 1958C          | 4 december 1958   | Krascha på månen            | Misslyckad | Uppskjutningen misslyckades |
| Luna 1              | 2 januari 1959    | Krascha på månen            |            | Missade månen och blev den första rymdsonden som hamnade i bana runt solen                                                                          |
| Luna 1959A          | 18 juni 1959      | Krascha på månen            | Misslyckad | Uppskjutningen misslyckades |
| Luna 2              | 12 september 1959 | Krascha på månen            | Lyckad     | Kraschade på månen 14 september 1959, ~07:30:00 UT, Latitud 29.10 N, Longitud 0.00 - Palus Putredinis                                               |
| Luna 3              | 4 oktober 1959    |                             |            | Flög förbi månen |
| Namn                | Uppskjutning      | Mål                         | Resultat   | Notering |
| Luna 1960A          | 15 april 1960     | Flyga förbi månen           | Misslyckad | Uppskjutningen misslyckades |
| Luna 1960B          | 19 april 1960     | Flyga förbi månen           | Misslyckad | Uppskjutningen misslyckades |
| Luna - Sputnik 25   | 4 januari 1963    | Landare                     | Misslyckad | Lämnade aldrig jordens omloppsbana, brann upp i atmosfären inom ett dygn                                                                            |
| Luna 1963B          | 3 februari 1963   | Landare                     | Misslyckad | Uppskjutningen misslyckades |
| Luna 4              | 2 april 1963      | Landare                     |            | Flög förbi månen |
| Luna 1964A          | 21 mars 1964      | Landare                     | Misslyckad | Uppskjutningen misslyckades |
| Luna 1964B          | 20 april 1964     | Landare                     | Misslyckad | Uppskjutningen misslyckades |
| Luna - Kosmos 60    | 12 mars 1965      | Landare                     | Misslyckad | Lämnade aldrig jordens omloppsbana, brann upp i atmosfären efter fem dygn                                                                           |
| Luna 1965A          | 10 april 1965     | Landare                     | Misslyckad | Uppskjutningen misslyckades |
| Luna 5              | 9 maj 1965        | Landare                     | Misslyckad | Kraschade på månen - Molnens hav |
| Luna 6              | 8 juni 1965       | Landare                     |            | Flög förbi månen |
| Luna 7              | 4 oktober 1965    | Landare                     | Misslyckad | Kraschade på månen - Stormarnas ocean |
| Luna 8              | 3 december 1965   | Landare                     | Misslyckad | Kraschade på månen - Stormarnas ocean |
| Luna 9              | 31 januari 1966   | Landare                     | Lyckad     | Landade på månen 3 februari 1966 18:44:52 UT. Latitud 7.08 N, Longitud 295.63 E - Stormarnas ocean                                                  |
| Luna - Kosmos 111   | 1 mars 1966       | Kretsare runt månen         | Misslyckad | Lämnade aldrig jordens omloppsbana, brann upp i atmosfären efter två dygn                                                                           |
| Luna 10             | 31 mars 1966      | Kretsare runt månen         | Lyckad     | |
| Luna 1966A          | 30 april 1966     | Kretsare runt månen         | Misslyckad | Uppskjutningen misslyckades |
| Luna 11             | 24 augusti 1966   | Kretsare runt månen.        | Lyckad     | |
| Luna 12             | 22 oktober 1966   | Kretsare runt månen.        | Lyckad     | |
| Luna 13             | 21 december 1966  | Landare                     | Lyckad     | Landade på månen 24 december 1966 18:01:00 UT. Latitud 18.87 N, 297.95 E - Stormarnas ocean                                                         |
| Luna 1968A          | 7 februari 1968   | Kretsare runt månen         | Misslyckad | Uppskjutningen misslyckades |
| Luna 14             | 7 april 1968      | Kretsare runt månen.        | Lyckad     | |
| Luna 1969A          | 19 februari 1969  | Landa en Lunochod på månen  | Misslyckad | Uppskjutningen misslyckades |
| Luna 1969B          | 15 april, 1969    | Hämta jordprover från månen | Misslyckad | Uppskjutningen misslyckades |
| Luna 1969C          | 14 juni 1969      | Hämta jordprover från månen | Misslyckad | Uppskjutningen misslyckades |
| Luna 15             | 13 juli 1969      | Hämta jordprover från månen | Misslyckad | Kraschade på månen |
| Luna - Kosmos 300   | 23 september 1969 | Hämta jordprover från månen | Misslyckad | Lämnade aldrig jordens omloppsbana, brann upp i jordens atmosfär efter fyra dygn                                                                    |
| Luna - Kosmos 305   | 22 oktober 1969   | Hämta jordprover från månen | Misslyckad | Lämnade aldrig jordens omloppsbana, brann upp i jordens atmosfär efter två dygn                                                                     |
| Namn                | Uppskjutning      | Mål                         | Resultat   | Notering |
| Luna 1970A          | 6 februari 1970   | Hämta jordprover från månen | Misslyckad | Uppskjutningen misslyckades |
| Luna 1970B          | 19 februari 1970  | Kretsare runt månen         | Misslyckad | Uppskjutningen misslyckades |
| Luna 16             | 12 september 1970 | Hämta jordprover från månen | Lyckad     | Landade på månen 20 september 1970 05:18:00 UT, Latitud 0.68 S, Longitud 56.30 E - Mare Fecunditatis. Hämtade jordprover 24 september 1970          |
| Luna 17/ Lunochod 1 | 10 november 1970  | Landa en Lunochod på månen  | Lyckad     | Landade på månen 17 november 1970 03:47:00 UT, Latitud 38.28 N, Longitud 325.00 E - Mare Imbrium. Medförde månfordonet Lunochod 1                   |
| Luna 18             | 2 september 1971  | Hämta jordprover från månen | Misslyckad | Kraschade på månen, Latitud 3.57 N, Longitud 50.50 E - Mare Fecunditatis                                                                            |
| Luna 19             | 28 september 1971 | Kretsare runt månen.        | Lyckad     | |
| Luna 20             | 14 februari 1972  | Hämta jordprover från månen | Lyckad     | Landade på månen 21 februari 1972 19:19:00 UT, Latitud 3.57 N, Longitud 56.50 E - Mare Fecunditatis. Hämtade jordprover från månen 25 februari 1972 |
| Luna 21/ Lunochod 2 | 8 januari 1973    | Landa en Lunochod på månen  | Lyckad     | Landade på månen 15 januari 1973 23:35:00 UT, Latitud 25.85 N, Longitud 30.45 E - LeMonnier Crater. Medförde månfordonet Lunochod 2                 |
| Luna 22             | 29 maj 1974       | Kretsare runt månen.        | Lyckad     | |
| Luna 23             | 28 oktober 1974   | Hämta jordprover från månen | Lyckad     | Hämtade jordprover från Mare Crisium |
| Luna 1975A          | 16 oktober 1975   | Hämta jordprover från månen | Misslyckad | Uppskjutningen misslyckades |
| Luna 24             | 9 augusti 1976    | Hämta jordprover från månen | Lyckad     | Landade på månen 18 augusti 1976 02:00:00 UT, Latitud 12.25 N, Longitud 62.20 E - Mare Crisium. Hämtade jordprover från månen - Mare Crisium        |
| Namn                | Uppskjutning      | Mål                         | Resultat   | Notering |
| Luna 25             | 10 augusti 2023   | Landare                     | Misslyckad | Kraschade på månens yta den 19 augusti, 14:57 UTC                                                                                                   |